# جيروم كييسويتر
جيروم كييسويتر (9 فبراير 1993 ببرلين في ألمانيا - ) هو لاعب كرة قدم أمريكي وألماني في مركز الهجوم. شارك مع منتخب الولايات المتحدة تحت 18 سنة لكرة القدم ومنتخب الولايات المتحدة تحت 20 سنة لكرة القدم ومنتخب الولايات المتحدة تحت 23 سنة لكرة القدم ومنتخب الولايات المتحدة لكرة القدم. أما مع النوادي، فقد لعب مع فورتونا دوسلدورف ونادي شتوتغارت ونادي هرتا برلين وفي إف بي شتوتغارت الثاني وHertha BSC II ‏.

## روابط خارجية
- جيروم كييسويتر على موقع الدوري الأمريكي (الإنجليزية)
- جيروم كييسويتر على موقع قاعدة بيانات كرة القدم.إي يو (الإنجليزية)
- جيروم كييسويتر على موقع بيانات كرة القدم. دي إي (الألمانية)
- جيروم كييسويتر على موقع ناشيونال فوتبول تيمز (الإنجليزية)
- جيروم كييسويتر على موقع Soccerway.com (الإنجليزية)
- جيروم كييسويتر على موقع عالم كرة القدم.نت (الإنجليزية)
- جيروم كييسويتر على موقع AS.com (الإسبانية)